# Rina (AV女優)
Rina（りな、1982年11月26日 - ）は、日本のAV女優。
東京都出身。趣味はカラオケ・水泳。

## 略歴
- 2003年に『恥ずかしいピンク色』でAVデビュー。

## 作品

### アダルトビデオ
2003年
- 恥ずかしいピンク色（4月25日、アリスJAPAN）
- 美乳エレクト（5月30日、アリスJAPAN）
- 挑発牝教師の保健体育 実技編（6月27日、アリスJAPAN）
- フェティッシュRina（7月18日、アリスJAPAN）
- 女尻（8月22日、アリスJAPAN）
- 取締役[美巨乳社長は好色ザーメンペット] （10月3日、ドリームチケット）
- 僕だけの巨乳ペット4 看護婦 （10月3日、ワープエンタテインメント）
- カラダだけの関係（10月15日、マルクス兄弟）
- Splash!（11月14日、ビッグモーカル）
- バーチャル◆ソープ ～Rina～（11月21日、笠倉出版社）
- ディープキス痴女（12月15日、MOODYZ）

2004年
- オナニー4時間 痴女優コレクション（7月23日、笠倉出版社）
- 女尻CLIMAX 2004（8月27日、アリスJAPAN）※総集編
- フェライド おしゃぶりスペシャル（10月29日、笠倉出版社）

2006年
- 究極昇天☆逆ソープ!（4月21日（セル）/4月28日（レンタル）、笠倉出版社）※総集編